# Samuel Petri Elfving
Samuel Petri Elfving, född 1642 i Älvdalens socken, död 30 december 1700 i Norrbärke socken, var en svensk präst och riksdagsman.

## Biografi
Samuel Petri Elfving var son till kyrkoherden i Älvdalen Petrus Laurentii Sudermannus och Anna Hansdotter Moraea, en syster till Daniel Buskovius. Han inskrevs vid Uppsala universitet 1664 och studerade där tills han blev adjunkt och rector cantus vid Västerås gymnasium 1672. Han prästvigdes året därefter för att 1674 bli rektor för Nora skola och 1678 bli kyrkoherde i Garpenbergs socken.  Samma år lämnade Elfving på begäran av biskopen förslag i åtta punkter på hur musiken i Västerås kunde förbättras grundat på tidigare praxis vid gymnasiet men också vid Uppsala unversitet.
Till följd av ett falskt rykte om att kyrkoherden i Norrbärke dött, framställde Elfving en begäran till biskopen om att få efterträda denne. Skandalen till trots fick han posten sedan kyrkoherdens död verkligen inträffat, 1695. Året därpå blev han kontraktsprost.
1697 var han fullmäktig i riksdagen.
Elfving var gift med en dotter till Petrus Olai Wibyensis och Christina Rudbeckius. Sonen Petrus Elfving var professor i Åbo och stamfader för adelsätten Elfcrona.